# Sansom Park, Texas
Sansom Park là một thành phố thuộc quận Tarrant, tiểu bang Texas, Hoa Kỳ. Năm 2010, dân số của xã này là 4686 người.

## Dân số
- Dân số năm 2000: 4181 người.
- Dân số năm 2010: 4686 người.